# Patrice Carteron
Patrice Carteron (Saint-Brieuc, Francia, 30 de julio de 1970) es un exjugador y entrenador de fútbol francés. Actualmente dirige al Umm-Salal de la Qatar Stars League.

## Carrera como entrenador

### Cannes
En 2007, Carteron asumió como entrenador de Cannes, pero fue reemplazado por Albert Emon en junio de 2009.

### Dijon
El 25 de junio de 2009, Dijon FCO contrató al francés. Durante su tiempo en Dijon, logró que el club ascendiera a la Ligue 1. El 24 de mayo de 2012, dejó de entrenar al Dijon, que había sido relegado a la Ligue 2.

### Selección de Malí
El 12 de julio de 2012, fue nombrado entrenador de la selección de Malí, donde llevó a la nación africana a la posición N°21 de la Clasificación FIFA. El combinado africano también terminó tercero en la Copa Africana de Naciones durante su mandato.

### Mazembe
El 22 de mayo de 2013, aceptó hacerse cargo de los campeones congoleños TP Mazembe, firmando un contrato de dos años. Mazembe confirmó que Carteron se convertiría en su nuevo entrenador, mientras continuaba con sus funciones con Mali. Con Mazembe, Carteron llevó al club a dos títulos de liga y un título de la Liga de Campeones de la CAF.
El 7 de enero de 2016, Carteron dejó TP Mazembe porque su contrato había expirado.

### Wadi Degla
Después de dejar Mazembe, Carteron se hizo cargo de Wadi Degla SC en la temporada 2016-17. El equipo ganó 20 de sus 30 partidos durante su mandato.

### Al-Nassr
En 2017, Carteron pasó a Al-Nassr, donde llevó al club a un tercer puesto en la Liga Profesional Saudí, clasificándose así para la Liga de Campeones de la AFC.

### Phoenix Rising
El 22 de mayo de 2017, el club Phoenix Rising de la United Soccer League anunció que Carteron asumiría las funciones de entrenador y se uniría al club a partir de la primera semana de junio.

### Al-Ahly
El 12 de junio de 2018, Al Ahly anunció oficialmente el fichaje de Carteron para ocupar el puesto de entrenador durante dos años. Tras la derrota del Al Ahly en la final de la Liga de Campeones de la CAF 2018 y la posterior eliminación del equipo en el Campeonato de Clubes Árabes, fue despedido el 23 de noviembre de 2018.

### Raja Casablanca
Carteron fue nombrado entrenador del Raja Casablanca, tres veces ganador de la Copa Confederación de la CAF, el 30 de enero de 2019. Dos meses después, ganó la Supercopa Africana contra el Espérence de Tunis, el segundo en la historia del Raja.

### Zamalek
El 3 de diciembre de 2019, Carteron fue revelado como el nuevo entrenador del Zamalek, sucediendo a Milutin Sredojević. Ganó la Supercopa de la CAF 2020 contra Espérence de Tunis, la cuarta en la historia de Zamalek. Después de seis días ganó la Supercopa de Egipto 2019-20 contra el Al Ahly, la cuarta en la historia del club, ganando dos trofeos de un partido en un lapso de una semana. El 13 de junio de 2020 renovó su contrato por una temporada más hasta la 2020-21.
El 15 de septiembre de 2020, Carteron anunció su salida del club poniendo fin a este período en su carrera directiva.

### Al-Taawoun
El 16 de septiembre de 2020, el club saudí Al-Taawoun anunció el fichaje de Carteron. El 18 de septiembre, dirigió su primer partido en una derrota por 1-0 contra el Persépolis, seguida de otra dura derrota por 6-0 contra el Sharjah en el  Liga de Campeones de la AFC 2020. Más tarde, ganó su primer partido contra Al-Duhail por 1-0 para llegar a los octavos de final de la Liga de Campeones.

### Regreso a Zamalek
El 12 de marzo de 2021, Zamalek nombró a Carteron como entrenador por segunda vez. El 24 de agosto de 2021, llevó al Zamalek a asegurar su título de liga N°13 después de una victoria por 2-0 sobre El Entag El Harby.

### Al-Ettifaq
El 4 de marzo de 2022, Al-Ettifaq anunció el fichaje de Carteron para dirigir el primer equipo de fútbol hasta el final de la temporada 2021-22. Unos días antes, Mortada Mansour, presidente del club Zamalek, había anunciado la rescisión del contrato con Carteron de común acuerdo.
El 26 de febrero de 2023, Carteron y Al-Ettifaq acordaron rescindir su contrato mutuamente.

### Umm-Salal
El 15 de junio de 2023, fue confirmado como nuevo entrenador del Umm-Salal y firmó por una temporada. El 7 de enero de 2024, conquistó la Copa de las Estrellas tras vencer al Al-Arabi en la final. En noviembre de 2024, presentó su renuncia al cargo para marcharse a dirigir al fútbol iraní.

### Sepahan
El 18 de noviembre de 2024, asumió al frente del Sepahan. El 17 de enero de 2025, obtuvo la Supercopa después de vencer al Persépolis por 1-0. Sin embargo, el 25 de junio, fue relevado en su cargo por Moharram Navidkia.

### Nueva etapa en Umm-Salal
El 30 de junio de 2025, comenzó su segundo ciclo como entrenador del Umm-Salal.

## Clubes

### Como jugador
| Club                | País       | Año       |
| ------------------- | ---------- | --------- |
| Stade Briochin      | Francia    | 1990-1992 |
| Stade Lavallois     | Francia    | 1992-1994 |
| Stade Rennais       | Francia    | 1994-1997 |
| Olympique de Lyon   | Francia    | 1997-2000 |
| Saint-Étienne       | Francia    | 2000-2005 |
| Sunderland (cedido) | Inglaterra | 2001      |
| Cannes              | Francia    | 2005-2007 |

### Como entrenador
| Club              | País                            | Año           |
| ----------------- | ------------------------------- | ------------- |
| Cannes            | Francia                         | 2008-2009     |
| Dijon             | Francia                         | 2009-2012     |
| Selección de Malí | Mali                            | 2012-2013     |
| TP Mazembe        | República Democrática del Congo | 2013-2016     |
| Wadi Degla        | Egipto                          | 2016          |
| Al-Nassr          | Arabia Saudita                  | 2017          |
| Phoenix Rising    | Estados Unidos                  | 2017-2018     |
| Al-Ahly           | Egipto                          | 2018          |
| Raja Casablanca   | Marruecos                       | 2019          |
| Zamalek           | Egipto                          | 2019-2020     |
| Al-Taawoun        | Arabia Saudita                  | 2020-2021     |
| Zamalek           | Egipto                          | 2021-2022     |
| Al-Ettifaq        | Arabia Saudita                  | 2022-2023     |
| Umm-Salal         | Catar                           | 2023-2024     |
| Sepahan           | Irán                            | 2024-2025     |
| Umm-Salal         | Catar                           | 2025-presente |

## Palmarés

### Como jugador

#### Campeonatos nacionales
| Título  | Club          | País    | Año     |
| ------- | ------------- | ------- | ------- |
| Ligue 2 | Saint-Étienne | Francia | 2003-04 |

#### Campeonatos internacionales
| Título                    | Club              | País    | Año  |
| ------------------------- | ----------------- | ------- | ---- |
| Copa Intertoto de la UEFA | Olympique de Lyon | Francia | 1997 |

### Como entrenador

#### Campeonatos nacionales
| Título                         | Club       | País                            | Año     |
| ------------------------------ | ---------- | ------------------------------- | ------- |
| Linafoot                       | TP Mazembe | República Democrática del Congo | 2013    |
| Linafoot                       | TP Mazembe | República Democrática del Congo | 2013-14 |
| Supercopa de Egipto            | Zamalek    | Egipto                          | 2019    |
| Premier League de Egipto       | Zamalek    | Egipto                          | 2020-21 |
| Copa de las Estrellas de Catar | Umm-Salal  | Catar                           | 2023-24 |
| Supercopa de Irán              | Sepahan    | Irán                            | 2025    |

#### Campeonatos internacionales
| Título                      | Club            | País                            | Año  |
| --------------------------- | --------------- | ------------------------------- | ---- |
| Liga de Campeones de la CAF | TP Mazembe      | República Democrática del Congo | 2015 |
| Supercopa de la CAF         | Raja Casablanca | Marruecos                       | 2019 |
| Supercopa de la CAF         | Zamalek         | Egipto                          | 2020 |